# Texicali
Texicali é um EP da banda estadunidense ZZ Top lançado digitalmente pelo iTunes em 5 de Junho de 2012.
| N.º            | Título              | Duração |  |
| 1.             | "I Gotsta Get Paid" | 4:03    |  |
| 2.             | "Chartreuse"        | 3:07    |  |
| 3.             | "Consumption"       | 3:48    |  |
| 4.             | "Over You"          | 4:29    |  |
| Duração total: | Duração total:      | 15:17   |  |

## Créditos

### Banda
- Billy Gibbons: guitarra e vocal
- Dusty Hill: baixo
- Frank Beard: bateria